# Denis Dallan
Denis Dallan (Asolo, 4 marzo 1978) è un ex rugbista a 15 italiano, in carriera attivo nel ruolo di tre quarti ala e 42 volte internazionale per l'Italia.

## Biografia
Fratello minore di Manuel e, come lui, cresciuto rugbisticamente ad Asolo, esordì nel professionismo con il Benetton nel 1997, vincendo subito, alla sua prima stagione, lo scudetto e la Coppa Italia.
Entrato nell'orbita della Nazionale durante la gestione Coste, esordì con questi nel 1999 in un test match contro la Scozia (in precedenza era sceso in campo in una partita, contro una Francia XV, non full international), anche se nel breve interregno-ponte di Massimo Mascioletti che traghettò l'Italia verso la gestione Johnstone e il Sei Nazioni, Dallan a causa di un infortunio non ha potuto giocare.Coppa del Mondo di rugby 1999 in Galles.
Titolare fisso nei Sei Nazioni 2000, 2001, 2002, 2003 e 2004 (23 incontri totali disputati su 25 in calendario), fu inserito da John Kirwan, nel frattempo subentrato a Johnstone, nella rosa azzurra per la Coppa del Mondo di rugby 2003 in Australia.
Dallan disputò tre incontri in tale manifestazione.
Nel 2006, vinto il suo settimo titolo di campione d'Italia, Dallan lasciò il Benetton e si trasferì a Parigi allo Stade français, dove si laureò campione di Francia un anno dopo; tornato in Italia, fu ingaggiato dal Parma con il quale vinse la Coppa Italia nel 2008; nella stagione 2008-09 ha militato, insieme a suo fratello Manuel, nel Veneziamestre. Dopo l'ultima stagione tra le file dell'Amatori Milano in serie A1, Denis Dallan partecipa nel 2010 al famoso reality L'isola dei famosi, venendo eliminato in semifinale.
Nell'autunno 2009 accettò l'offerta di Marcello Cuttitta e Massimo Giovanelli, rispettivamente allenatore e direttore sportivo dell'Amatori Milano, di trasferirsi presso il club lombardo, con il quale esordì il 26 ottobre.
Cantante dilettante, in occasione del test match del 14 novembre 2009 al Meazza tra Italia e Nuova Zelanda, Denis Dallan eseguì l'Inno di Mameli in occasione delle esecuzioni cerimoniali pre-gara.
Durante la stagione di 2014-15, viene ingaggiato da I Cavalieri di Prato per i quali fa l'ultima apparizione su un campo da rugby in una competizione ufficiale: il 29 novembre 2014, partendo dalla panchina, disputa 23 minuti di gioco nel match perso per 0-36 contro la Rigby Lazio
Attualmente vive a Viareggio dove allena il club de “I Titani”, storico club della città e coordina un progetto di sport e sociale. Grazie al Comune di Viareggio, ha ripristinato uno stadio in stato di abbandono rendendolo vivo e pieno di sport per tutti. I Titani hanno circa 200 tesserati.

## Palmarès
- Campionati italiani: 7
Benetton: 1996-97, 1997-98, 1998-99, 2000-01, 2002-03, 2003-04, 2005-06
- Coppe Italia: 3
Benetton Treviso: 1997-98, 2004-05
Parma: 2007-08
- Supercoppe d'Italia: 1
Benetton Treviso: 2006
- Campionati francesi: 1
Stade français: 2006-07